# Emil Wiinblad
Eduard Emil Wiinblad, född 15 maj 1854 i Köpenhamn, död där 22 december 1935, var en dansk redaktör och politiker.
Wiinblad, som var son till en invandrad svensk skräddargesäll, tvingades redan som barn att genom lönearbete stödja sitt mycket fattiga hem, gick efter konfirmationen i boktryckarlära, blev 1876 typograf vid tidningen "Socialdemokraten" och deltog även i det journalistiska arbetet. Den 27 april 1881, vid en tidpunkt, som var mycket svår för tidningen, valdes han till dess redaktör och behöll denna post till den 20 april 1911, då han avlöstes av Frederik Borgbjerg. Under dessa 30 år ökade tidningen från 2000 till 60000 abonnenter och vann en stabil ställning som den danska socialdemokratins huvudorgan.
Wiinblad, som sällan höll tal inför stora församlingar, var som journalist den målmedvetne agitator, som genom sin tidning förstod att i arbetarnas sinnen plantera in de lärdomar, som han önskade att de skulle rymma. Hans tankegång var den bittra klasskampens, och med sin penna blev han inte bara en banbrytare för sitt parti, utan kom även i någon mån att prägla det. 
Wiinblad var folketingsman 1895–1928 och landstingsman från 1929 till sin död, men i riksdagsarbetet var han mindre betydelsefull; hans egentliga betydelse var som tidningsman. Tillsammans med Alsing Andersen författade han Det danske Socialdemokratis Historie (1921).